# Rouxinol-da-floresta
Rouxinol-da-floresta ou rouxinol-do-mato-de-sobrancelhas (Tychaedon leucosticta) é uma espécie de ave da família Muscicapidae.
Pode ser encontrada nos seguintes países: Angola, Burkina Faso, República Centro-Africana, República Democrática do Congo, Costa do Marfim, Gana, Libéria, Serra Leoa e Uganda.
Os seus habitats naturais são: florestas subtropicais ou tropicais húmidas de baixa altitude.